# Günter Bittengel
Günter Bittengel (Praga, 14 luglio 1966) è un allenatore di calcio ed ex calciatore ceco, fino al 1993 cecoslovacco, di ruolo centrocampista.

## Palmarès

### Club

#### Competizioni nazionali
- Československý Pohár: 1

Dukla Praga: 1989-1990
- Campionato tedesco di seconda divisione: 1

Bayer Uerdingen: 1991-1992
- Druhá Liga: 1

Chmel Blšany: 1997-1998